# دیناروند

دیناروند نام یک ایل لر است که در استان های لرستان، ایلام و خوزستان سکونت دارند. ایل دیناروند فرزندان شاه دینار، از خاندان کارن هستند که در اواخر دوره ساسانیان حکومت نهاوند را برعهده داشت. پس از شکست ایرانیان در نبرد نهاوند، پیمان صلحی با وی بسته می‌شود، که از طرف حکومت جدید به حکومت بلوک نهاوند (لرستان فیلی) منصوب می‌گردد و تا دوره معاویه حاکم نهاوند باقی می‌ماند.

## تاریخ
در اواخر دوران حکومت ساسانیان فردی از خاندان کارن با نام دینار حاکم نهاوند بود. دینار شاه بود. لرستان( پیشکوه و پشتکوه )و دیگر قسمت‌های غرب کشور، در تیول خاندان کارن با مرکزیت نهاوند بوده است. بعدها فرزندان شاه دینار تشکیل ایل دیناروند را می‌دهند. و همانند سایر طوایف لر گرمسیر و سردسیر آنها لرستان پیشکوه و پشتکوه بوده است، در بازه زمانی بیش از هزار سال دینارکوه و دهلران (دهلران، موسیان، مورموری، آبدانان) تا حوالی شوش، نشیمن اصلی ایل دیناروند می‌گردد، حد این ایل قدیمی که  یادگاری از ایران باستان است، از شمال به کبیرکوه و دینارکوه و از شرق به پهله(زرین آباد ) و از غرب به رودخانه کرخه تا حوالی شوش و از جنوب به دهلران و موسیان تا مرز عراق بوده است.
در تاریخ طبری، از دینار به عنوان شاه یاد شده است، بعد از اینکه با مسلمانان صلح می‌کند نام شهر نهاوند به نام ماه دینار تغییر می‌کند و به عنوان حاکم بخشی از پهله باستانی به مرکزیت بلوک نهاوند منصوب می‌گردد، حدود فرمانروایی وی، کل لرستان تا شرق اصفهان و تا نواحی قم گسترش داده می‌شود. ایل دیناروند، فرزندان شاه دینار  هستند، که بعد از چند قرن، فرزندان شاه دینار ایل دیناروند را تشکیل می‌دهند، ییلاق و قشلاق آنان، در سرزمین‌ لرستان (پیشکوه و پشتکوه) است و بیش از هزار سال است که در کنار دینارکوه و دهلران و زمین‌های مجاور آن به عنوان نشیمن خود اختیار کرده‌‌اند، منطقه دینارکوه را به اسم جدشان شاه‌دینار نامیدند، محدوده ایل دیناروند از شمال به دینارکوه و کبیرکوه و از جنوب به دهلران و موسیان تا مرز عراق و از شرق‌ تا پهله زرین‌آباد و از غرب به کرخه تا حوالی شوش باستان است.

### دیرینگی ایل دیناروند در لرستان پشتکوه
- سپهبد علی رزم آرا، نخست وزیر وقت پهلوی دوم در کتاب جغرافیایی نظامی پشتکوه، در رابطه با دیرینگی ایل دیناروند در پشتکوه لرستان می‌گوید:

طبق بعضی از سوابق سکنه اصلی پشتکوه در سوابق ایام دیناروندها و قایدخورده و سکنه اصلی آبدانان بوده‌اند‌، که در قسمت های معینی سکونت داشته بقیه نقاط آن مرتع و علف چر و محل قشلاق بیرانوندها بوده است پس از آنکه طوایف بیرانوند به شرارت مشغول و جهت کوتاه کردن دست آنها از کبیرکوه و پشت کوه لازم شد که طایفه کرد را که محل سکونت آنها در زرین‌آباد بوده‌است به این منطقه کوچ دادن.
ایل کایدخورده، در زمان قدرت ایل دیناروند، در دوره قاید همت‌خان، جزئی از ایل دیناروند بود، بنابراین به نظر می‌رسد، با توجه به مدارک متقن و دسته اولی(سوابق) که رزم آرا، مرد شماره دوم ایران در زمان پهلوی دوم در دست داشته، اذعان نموده که ایل دیناروند، قدیمی‌ترین ایل و سکنه پشتکوه لرستان بوده‌است.
- کرم رضایی، در کتاب بررسی پیشینه تاریخی اجتماعی و فرهنگی ده هزار ساله دهلران و استان ایلام در مورد ایل دیناروند و گویش آنان و دینارکوه می‌گوید:

دیناروند یعنی افرادی که صاحب و دارنده دینارکوه هستند. گویش این مردم، لری دیناروندی می‌باشد، چون این رشته کوه(دینارکوه) محل اسکان ایل دیناروند بوده به این علت اصطلاح دینار به این کوه اطلاق شده است.
- جعفر خیتال در کتاب مجموعه آرا در مورد سرزمین پشت کوه ایلام می‌گوید:

ایل دیناروند در گذشته از ایلات بسیار بزرگی بوده تمام قسمت های گرمسیری دهلران و دینارکوه (دهلران، موسیان، مورموری و آبدانان) را در اختیار داشته بوده است، که به دلیل جنگ‌هایی پراکنش می‌شوند.
- صد پنجاه سال پیش (۱۲۹۰ ه،ق) در کتاب مجموعه آثار حاجی عبدالله‌خان همدانی در رابطه با ایل دیناروند آورده شده که:

لرهای ایل دیناروند از تفرقه پشتکوه قریب به ۵۰۰ خانوار در کنار رود کرخه سکنی دارند و در اطراف دانیال از آب کرخه زراعت صیفی و شتوی می‌کنند.
این سند به درستی گویای نشیمن، ایل دیناروند، به عنوان قدیمی‌ترین ایل لُر در منطقه شوش هست،
و از ساکنان قدیمی شهر حالیه شوش هستند.
- در کتاب مشاهیر لر تالیف ایرج کاظمی آورده شده که:

جدخاندان قاضی‌زاده‌های خرم‌آباد شخصی هست به اسم میرزا هاشم، هنگامی که شاهوردی‌خان(آخرین اتابک لر کوچک) به دست شاه‌عباس صفوی کشته شد(۱۰۰۶ ه،ق) و به خاطر هرج و مرج، به خرم‌آباد مهاجرت می‌کند، نژاد او از دیناروندهای سیمره که در پشتکوه زندگی می‌کردند می‌باشد.
طبق این سند، جد خاندان قاضی‌زاده‌ها(محله و میدان قاضی‌آباد خرم‌آباد مزین به نام این خاندان است) از تبار دیناروند‌های سیمره(دره‌شهر) می‌باشد که حدود ۴۴۰ سال پیش به خرم‌آباد مهاجرت می‌کند. و این سند گویای دیرینگی و قدمت ایل دیناروند در پشتکوه لرستان است، چون تشکیل طایفه در بازه زمانی چند صد سال است.
- در کتاب غلامحسین‌خان شهاب‌الملک پشتکوهی ، اثر صید محمد درخشنده در مورد صفحه دیناروند آورده شده:

به دلیل عدم پرداخت مالیات صفحه دیناروند به والی و متفرق شدن آنان، طی حکمی از جانب والی شخصی بنام  غلامحسین‌خان پشتکوهی مامور گردآوری و تجمیع دیناروند در این صفحه شده است که در ادامه‌ی حکم از مامور والی خواسته شده بانهایت حسن سلوک، و رفق مدارا رفتار نمایید، این نوع رفتار سردار سپاه در رعایت توصیه‌های والی با مردم صفحه‌ی دیناروند سبب میشود که:((قلب ما را از رفتار و کردار خود راضی و خشنود گرداند)) که نشان دهنده‌ی اهمیت و جایگاه مردم منطقه نزد والی پشتکوه می‌باشد و آنچه از سند بر می‌آید که دلیل متفرق شدن نوعی نارضایتی از والی بوده و شخص والی با این اقدام قصد دلجویی و ترغیب مردم به برگشت به منطقه‌ی پشتکوه را دارند که پیش‌تر  به دلیل وضع مالیات از آن خارج شده‌اند.

## جمعیت
لایارد جمعیت دیناروندهای پشتکوه(ایلام امروزی)  را در میانه دوران قاجار، ۲۰۰ خانوار و رزم‌آرا جمعیت آنان را در آغاز دوره پهلوی ۱۰۰ خانوار ذکر کرده‌اند.

## تقسيم بندی طوایف
طوایف ایل دیناروند عبارتند از

- هشاور
- مماور
- شمسیروند
- گمروند
- کیووَند
- کاید
- سرگچی
- ولی‌شرف
- حسن‌غلامعلی
- مانگری
- مَوَلی
- گله‌دار
- کُل‌کُل
- پیشکار
- کوچونی
- قیاسوند
- بویزه
- طالبک
- لالوند